# Parques nacionales del mar de Frisia
Los parques nacionales del mar de Frisia, un lugar patrimonio de la humanidad declarado por la UNESCO, se encuentran a lo largo del litoral alemán del mar del Norte. Reciben su nombre por el mar de Frisia, y son en realidad tres parques nacionales distintos:
- Parque nacional del mar de Frisia de Schleswig-Holstein, que se extiende por la costa oeste de Schleswig-Holstein y las islas Frisias septentrionales.
- Parque nacional del mar de Frisia hamburgués, que se extiende desde la desembocadura del Elba hasta las pequeñas islas de Neuwerk y Scharhörn, parte de Hamburgo.
- Parque nacional del mar de Frisia de Baja Sajonia, que comprende la costa norte de Baja Sajonia e incluye las islas Frisias orientales.

Estos parques nacionales están separados entre sí por razones administrativas, pero forman una sola entidad ecológica. El propósito de los parques nacionales es la protección de la ecorregión del mar de Frisia.

## Galería

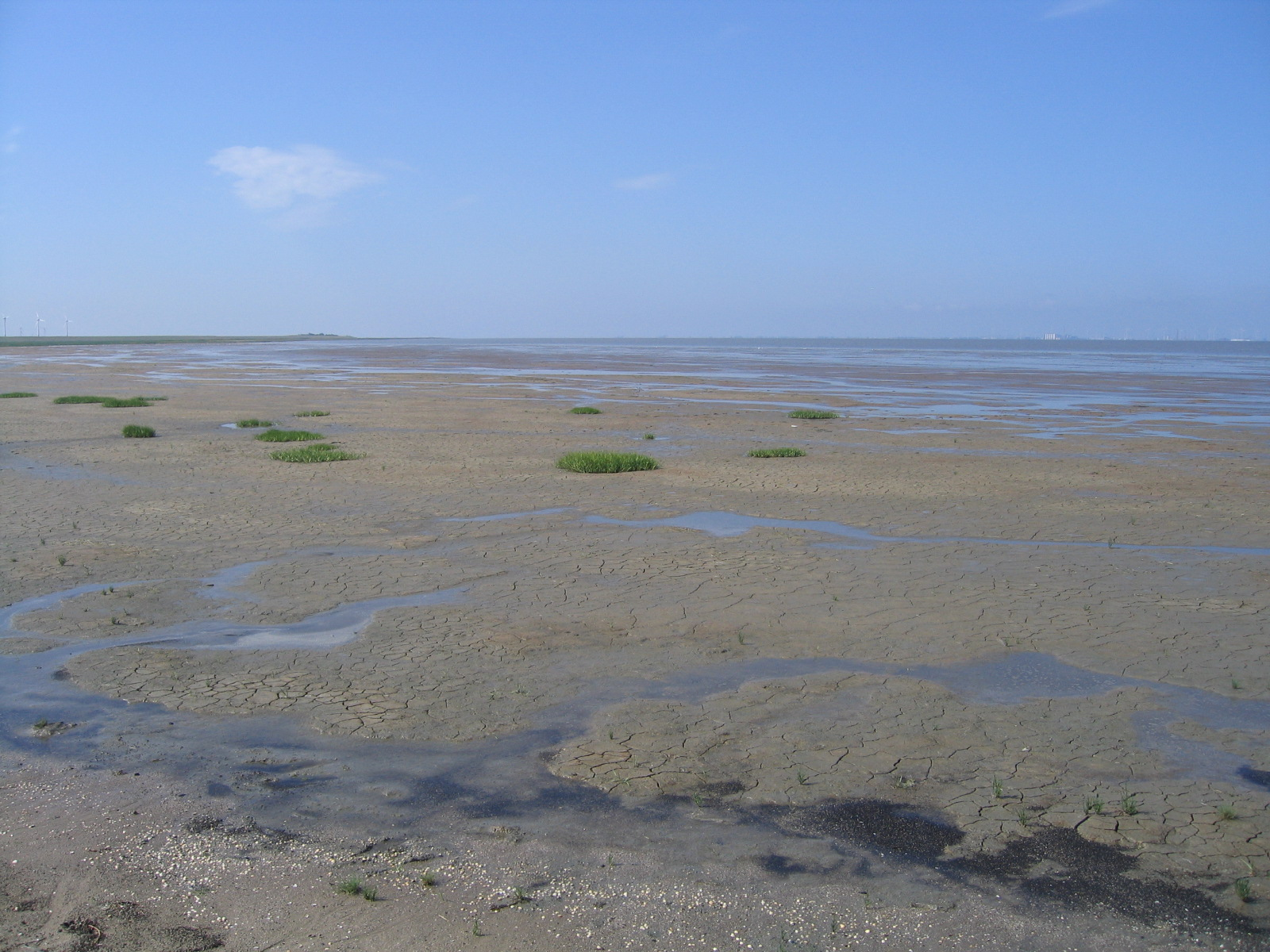
Llanura de marea del Pilsumer Watt cerca de Greetsiel, Alemania
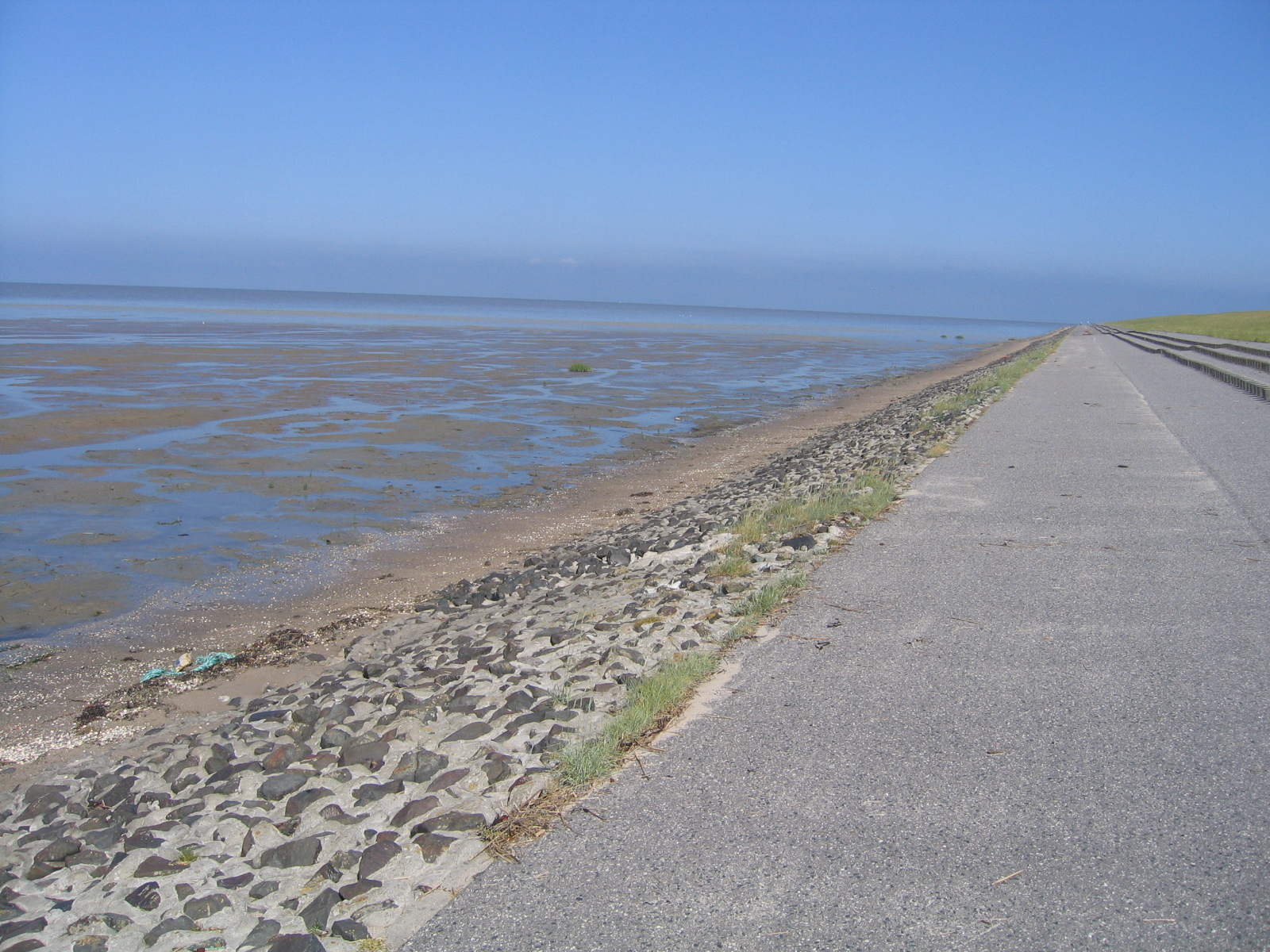
Llanura de marea de Greetsieler Nacken a lo largo del lado occidental del Leyhörn cerca de Greetsiel.